# Autobusna linija br. 118 u Zagrebu
Linija 118 (Trg Mažuranića – Voltino) dnevna je autobusna linija u Zagrebu.
Prometuje na trasi Trg Mažuranića (Smjer A: Klaićeva ulica → Hochmanova ulica → Adžijina ulica → Magazinska cesta; Smjer B: Nova cesta → Žajina ulica → Adžijina ulica → Ulica Kršnjavoga → Vukotinovićeva ulica) – Magazinska cesta – Zagorska ulica – Ulica Dragutina Golika – Baštijanova – Voltino
Uvedena je 1960-ih godina[nedostaje izvor] kako bi povezala Voltino s centrom grada. Do uvođenja linije 117 bila je jedini oblik javnog prijevoza za Voltino.
Prije što su autobusne linije dobile troznamenkaste brojeve, ova je linija imala broj 31.[nedostaje izvor]

## Vanjske poveznice
- Vozni red linije 118

1. ↑  Datoteke u GTFS formatu. zet.hr. Pristupljeno 5. lipnja 2025. - Sadrži informacije tijela javne vlasti u skladu s Otvorenom dozvolom